# Diggi-Loo Diggi-Ley

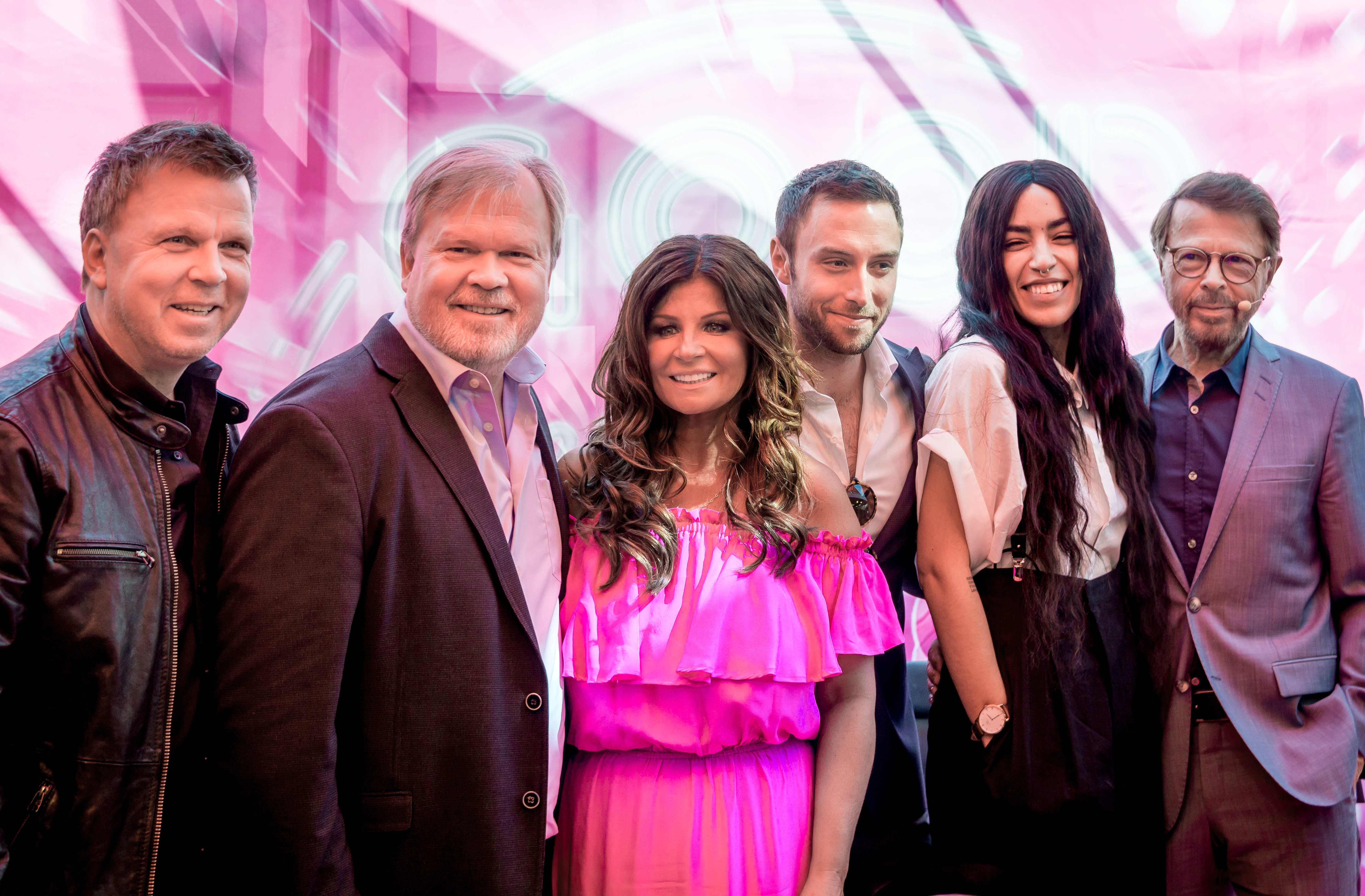
O vencedor sueco do Eurovision já apresentou o Museu do ABBA em conjunto com a abertura da exposição 'Boa Noite Europa!' em 7 de maio de 2016. A partir da esquerda: Richard e Per Herrey (Herreys 1984), Carola Häggkvist (1991), Måns Zelmerlöw (2015), Loreen (2012) e Björn Ulvaeus do ABBA (1974).

"Diggi-Loo Diggi-Ley" foi a canção que representou a Suécia no Festival Eurovisão da Canção 1984 e a vencedora desse evento. Foi cantada em sueco pela banda Herreys (composta por três irmãos: Per Herrey, Louis Herrey e Richard Herrey). A canção tinha letra de Britt Lindeborg e música de Torgny Söderberg. Foi produzida por Anders Engberg and Torgny Söderberg. No festival, a orquestração esteve a cargo do maestro Curt-Eric Holmquist.
A canção sueca foi a primeira a ser interpretada na noite do evento, antes da canção luxemburguesa "100% d'amour", interpretada pela cantora luxemburguesa Sophie Carle (foi a  segunda nativa desse país a representar aquele país, depois de Camillo Felgen em 1960 e 1963. Depois de concluída a votação, a canção sueca terminou em primeiro lugar, com 146 pontos.
A canção tem um título sem sentido tal aliás como outras desse certame, tais como "Boom Bang-a-Bang" "Ding-a-dong" e  La, la, la". 
De acordo com John Kennedy O'Connor's (2007) na obra The Eurovision Song Contest - The Official History,os Herreys foram os terceiros vencedores que tinham sido os primeiros a interpretar as canções nos respetivos festivais, depois dos Teach-In em 1975, e os Brotherhood of Man em 1976, A partir de 1984, isso não tem acontecido até 2008.
A letra da canção fala de um homem que descobre um dia um par de sapatos dourados. Decidiu calçá-los e imediatamente sentiu que estava dançando na rua, entrando assim num mundo mágico. A partir daí, ele deseja que todas as pessoas tenham um par de sapatos daqueles. Uma letra deveras pobre e uma música que tem um ritmo dançável, que foi apanágio dos anos 80. Curiosamente uma das versões em inglês foi intitulada "Golden Shoes", com muito mais lógica do que o original em sueco e uma outra em inglês. 
"Diggi-Loo Diggi-Ley" alcançou o segundo do top de singles sueco. .

## Single

### Faixas
1. "Diggi Loo - Diggi Ley" - 3:05
2. "Every Song You Sing" - 3:34

### Top
| Top (1984) | Posição |
| ---------- | ------- |
| Noruega    | 5       |
| Suíça      | 10      |
| Suécia     | 2       |
| Austria    | 10      |

## Covers
- A  banda sueca de heavy metal Black Ingvars fez uma versão de  "Diggi-Loo Diggi-Ley" no seu álbum de 1998 intitulado Schlager Metal.

 "Diggi-Loo Diggi-Ley", Canção da Suécia no Festival Eurovisão da Canção 1984 - Vencedora do Certame.